# 迭斯尔德·敖木擦尔善潘普勒忠桑吉嘉木苏
迭斯尔德·敖木擦尔善潘普勒忠桑吉嘉木苏（1871年—1944年3月25日）法名敖木擦尔善潘普勒忠桑吉嘉木苏（意为“神奇利他殊胜佛海”，藏語：ངོ་མཚར་གཞན་ཕན་ཕུལ་བྱུང་སངས་རྒྱས་རྒྱ་མཚོ།，威利转写：ngo mtshar gzhan phan phul byung sangs rgyas rgya mtsho），别名仓赛夏特比多杰、拉尊那木吉勒道尔吉，蒙古族，阿拉善旗巴润别立巴嘎图力更人，第五世迭斯尔德活佛（喇嘛坦）。

## 生平

### 认定与坐床
1871年阴历十月十八日，桑吉嘉木苏生于阿拉善旗巴润别立巴嘎图力更，是镇国公（南公）阿尤尔扎那的次子。父亲阿尤尔扎那、哥哥普勒忠尼色尔、侄子米格瓦其尔都是正式袭爵的镇国公。除哥哥普勒忠尼色尔袭爵外，其余五个弟弟即三弟香巴却东、四弟达西尼玛、五弟巴拉吉尼玛、六弟图布丹却藏、七弟麦德日达尔玛均在南寺（广宗寺）出家为僧。南公阿尤尔扎那原来答应将他抱养给阿巴来台吉为子，后来因为可能是活佛转世，故托辞未给，等到其弟弟出生后，将其弟弟抱养给阿巴来台吉。
康区的第三世拉布香根活佛来到阿拉善时，阿尤尔扎那抱着他去磕头，拉布香根活佛自孩子的哭声中认出他是第司桑结嘉措的转世，作了预示。当时，正寻找第四世喇嘛坦的转世灵童，所以这孩子被列入预选名单，后由八世班禅确认为南寺第五世喇嘛坦。拉布香根活佛还为第五世喇嘛坦写下《足莲永固祈愿颂》，拉布香根活佛坐过的坐垫至今仍保存在南寺。
经八世班禅认定为迭斯尔德诺门罕的转世后，他被迎请至南寺（广宗寺）坐床。剃度受戒时，起正式法名“敖木擦尔善潘普勒忠桑吉嘉木苏”，意为“神奇利他殊胜佛海”，该名的最后部分与西藏第司桑结嘉措的名字相同。

### 学习佛经
桑吉嘉木苏青少年时期在南寺学经。29岁时，赴西藏学习，从而精通藏文、藏语及显密教法。他与藏区各位知名活佛来往密切，尤其与十三世达赖关系甚密，南寺曾经存有一捆二人的往来信件。其中1907年十三世达赖致桑吉嘉木苏的复信刊载于《第十三世逹赖喇嘛年谱》。他征得十三世达赖同意后，将十三世达赖作的《宗喀巴千供仪规》一书收入自己文集的第一帧“噶帧”中，书后记载了此举的原因及经过。他请十三世达赖重新制定了南寺寺规。达赖、班禅均授予其“阿日鲁克桑班迪达额尔德尼诺门罕”封号的法诏，达赖还授予其布达拉宫顶朗杰札仓的全则德名号（属于荣誉学位），赠与他堪布服饰及其他珍贵礼物。十三世达赖的经师之一华瑞格西在南寺居住期间，桑吉嘉木苏师从其学习声律、修词、韵律、辞藻等等，并受到其赐给学名“仓赛夏特比多杰”。

### 主持南寺
1897年，桑吉嘉木苏进京参加洞礼年班，获清朝封为“迭斯尔德呼图克图”。他还获清朝皇帝赏赐蟒袍衣料（曾存放在南寺的普贤光照居室）。据记载，民国三年（1914年），中华民国大总统袁世凯继续封其为“迭斯尔德呼图克图”。
桑吉嘉木苏主持南寺事务数十年，南寺的发展达到鼎盛，但后期南寺开始转向衰败。桑吉嘉木苏对南寺的发展贡献很大，主持新建了大经堂，扩建并修缮了六世达赖仓央嘉措的灵塔大殿“黄楼庙”，派许多僧人赴西藏学经。他主持迎请并接待九世班禅。他应十三世达赖之命，在格鲁派祖师宗喀巴的忌辰设五供祈愿法会（又称燃灯节，阴历十月二十五日举行），并且规定每日念诵十三世达赖的《宗喀巴千供仪规》。他在南寺的医药僧院内设立“事部”（佛教密乘四序部之一）。他常为僧人授戒，传授密法，讲解教义。
桑吉嘉木苏还主持了南寺第六世葛根（第六世达克布活佛）的确认、迎请、坐床，以及赴西藏由十三世达赖授比丘戒等活动。南寺历代有两位寺主活佛，即达克布活佛（南寺葛根）、迭斯尔德活佛（喇嘛坦），其中喇嘛坦的地位次于葛根。但是，桑吉嘉木苏作为第五世喇嘛坦，在数十年内一直是独自专权。这是因为桑吉嘉木苏的学问及声望远超第六世葛根，而且第六世葛根是其徒弟。后来，第六世葛根曾在一些人的挑唆下，冒犯桑吉嘉木苏，嗣后第六世葛根自南寺出走未归。

### 管理旗政
1928年发生的“小三爷事件”获平定后，阿拉善局势动荡，本应管理旗政的王爷塔旺布鲁克吉拉常住北平。桑吉嘉木苏应王爷之命，被衙门部分人士推举出掌阿拉善旗政府工作，从1928年至1931年任职近四年，等到达理扎雅王爷从北平回到阿拉善旗接受旗印后，桑吉嘉木苏才回到南寺。
桑吉嘉木苏与达理扎雅王爷关系密切。达理扎雅王爷夫妇生有多个女儿，但达理扎雅到三十五、六岁时仍无儿子。为此，达理扎雅亲赴南寺拜佛求子，并请桑吉嘉木苏为其向神佛祷告求子。得子之后，达理扎雅即赴南寺请桑吉嘉木苏赐名，并将自己最心爱的枣骝马献给桑吉嘉木苏表达谢意。
1944年3月25日（阴历三月初二日），桑吉嘉木苏在南寺的“拉让贡桑敖德巴尔”（普善光照佛府，又译普贤光照佛府）圆寂，享年74岁。
桑吉嘉木苏刚刚圆寂，阿拉善旗政府便开始将喇嘛抓去当兵，许多年轻喇嘛为逃避当兵，藏匿在家中或者外逃流浪。

## 著作
桑吉嘉木苏的著作甚多，内容包括佛教显密教义、仪规、颂词等等，为阿拉善有藏文著作最多的高僧。文集计有八帙。其中已刻版刊印的有噶、喀、嘎（即藏文字母表中的前三个字母）、短版（刻版长度较普通版稍短者）共四帙。据说，其文集中的“喀帙”在哲蚌寺修过刻版。这四帙在阿拉善已经散失，但南寺曾赠与塔尔寺色多公馆一套，西藏布达拉宫也藏有一套。
未刻版刊印的著作很多，属于机密的手抄文集有两帙，另外还有为南寺各子庙（如妙华寺、承庆寺、甘肃省天祝县石门寺等）写的规章及其他零散著述收为一帙。这些大多在文化大革命中散失。
此外，桑吉嘉木苏写给十三世达赖、九世班禅以及藏区其他活佛的书信有一箱，曾存在普贤光照佛府，足有一帙之多，在文化大革命中散失。旧日藏文书信在半开的纸上以行书或草书写就，致信地位高于自己者，特别是请对方回答的信，在对方称谓下方、书信正文之前留下较大空白，对方回信时在该空白处写好退回，所以发出的信会回到发信人手中。这些信的内容均有关宗教活动，包括请求护佑上至六世达赖法体大宝永固、下至阿拉善旗僧俗平安，询问寺院僧众政教事务吉凶，讨论佛学问题。此外，还有请求或应求，如他曾为布达拉宫朗杰札仓以及哲蚌寺、桑耶寺送去大批阿拉善裁绒长条坐垫、在北京定做的镀金装饰的幢幡，这是十三世达赖要求的。据说，十三世达赖的来信，如果上方划有一条大弧线，便暗示为十三世达赖亲笔所写，非仲译（秘书）代笔。藏区一些活佛曾致信桑吉嘉木苏，托其自北京购买带闹钟的马蹄表，或托其弄一条哈巴狗等等。桑吉嘉木苏曾按十三世达赖的来信要求，托堂弟策林那木吉勒给暂住塔尔寺的十三世达赖送去哈巴狗。